# يوحنا القزم
يوحنا القزم (اليونانية: Ἰωάννης Κοlectοβός؛ العربية: أبو يوهانس القاصر ج. 339 - ج. 405)، يُسمى أيضًا جون كولوبوس، جون كولوبوس أو أبا يوحنا القزم، كان أبًا قبطيًا صحراويًا للكنيسة المسيحية الأولى.

## حياة
ولد يوحنا القزم في مدينة طيبة في مصر لأبوين مسيحيين فقراء. في سن الثامنة عشرة، انتقل هو وأخو الأكبر إلى وادي النطرون حيث أصبح تلميذًا لبامبو وصديقًا جيدًا الأنبا بيشوي. عاش حياة التقشف وعلم عدة رهبان آخرين أسلوب حياته، منهم أرسينيوس الكبير.
وبعد نياحة بامبو، رُسم يوحنا كاهنًا على يد البابا ثيوفيلس (بابا الإسكندرية) وأصبح رئيسًا للدير الذي أسسه حول شجرة الطاعة. عندما غزا المازيسيس وادي النطرون عام 395، هرب يوحنا من صحراء النتريان وذهب ليعيش على جبل كولزيم، بالقرب من مدينة السويس الحالية، حيث توفي.
في عام 515، نقلت رفات يوحنا القزم إلى صحراء النتريان. ويتم الاحتفال بعيده يوم 17 أكتوبر في الكنيسة الرومانية الكاثوليكية، ويوم 20 بابة في الكنيسة القبطية الأرثوذكسية، ويوم 9 نوفمبر في الكنيسة الأرثوذكسية الشرقية. دير القديس يوحنا القزم بوادي النطرون معترف به الآن من قبل الكنيسة القبطية الأرثوذكسية.
عاش يوحنا طوال حياته على خبز مفرود والخضروات فقط، وكان بإمكانه تناول وجبة واحدة يوميًا.

## أسطورة
اشتهر يوحنا القزم بطاعته. وأشهر قصة عن طاعته هي أن بامبو في أحد الأيام أعطى يوحنا قطعة من الخشب الجاف وأمره أن يزرعها ويسقيها. أطاع يوحنا واستمر في سقيها مرتين في اليوم على الرغم من أن الماء كان على بعد حوالي 12 ميلاً من مكان إقامتهم. وبعد ثلاث سنوات، نبتت قطعة الخشب وأصبحت شجرة مثمرة. فأخذ بامبو بعضًا من ثمار هذه الشجرة، ودار على شيوخ الرهبان قائلاً: "خذوا كلوا من ثمرة الطاعة". وأكد بوستوميان الذي كان في مصر عام 402 أنه شاهد هذه الشجرة التي كانت تنمو في ساحة الدير ورآها مغطاة بالبراعم والأوراق الخضراء.
أبابيوس، راهب وادي النطرون وقديس الكنيسة القبطية الأرثوذكسية، هو موضوع سيرة ذاتية طويلة منسوبة في شكل مخطوطة إلى يوحنا القزم. ولم تتم ترجمة المخطوطة بعد إلى اللغة الإنجليزية.